# نوام آختل
نوام آختل (عبری: נועם אכטל‎؛ زادهٔ ۱۶ آوریل ۱۹۹۶) بازیکن فوتبال اهل اسرائیل است.
وی همچنین در تیم ملی فوتبال زنان اسرائیل بازی کرده‌است.